# Acrobats in Cairo
Pour plus de détails, voir Fiche technique et Distribution.
Acrobats in Cairo est un film américain muet et en noir et blanc sorti en 1901. Il a été produit par Siegmund Lubin.

## Fiche technique
- Titre : Acrobats in Cairo
- Réalisation :
- Production : Siegmund Lubin
- Pays de production :  États-Unis
- Genre : Documentaire
- Durée : 140 pieds
- Date de sortie : 
  - États-Unis : 29 juin 1901